# 1849 w muzyce
Wydarzenia muzyczne w 1849 roku.

## Wydarzenia
- 3 stycznia – w paryskim Théâtre Favart miała miejsce premiera opery Le caïd Ambroise’a Thomasa[1][2]
- 27 stycznia – w rzymskim Teatro Argentina miała miejsce premiera opery Bitwa pod Legnano Giuseppe Verdiego[1][2]
- 10 lutego – w Hietzingu w Dommayer’s Casino miała miejsce premiera walca „Fantasie-Bilder” op.64 Johanna Straussa (syna)[1][2]
- 13 lutego – w wiedeńskiej Sofiensaal miała miejsce premiera „Des Wanderers Lebwohl” op.237 Johanna Straussa (syna)[1][2]
- 9 marca – w berlińskiej Staatsoper Unter den Linden miała miejsce premiera opery Wesołe kumoszki z Windsoru Otto Nicolai’a[1][2]
- 28 marca – w Wiedniu odbyła się premiera „Vier Wochen in Ischl, oder Der Geldausleiher in Tausend Aengsten” Alberta Lortzinga[1][2]
- 16 kwietnia – w Operze paryskiej odbyła się premiera opery Le prophète Giacoma Meyerbeera[1][2]
- 30 kwietnia – w Pałacu Buckingham miała miejsce premiera „Alice-Polka” op.238 Johanna Straussa (syna)[1][2]
- 18 maja – w paryskim Théâtre Favart II miała miejsce premiera opery Le toredor, ou L’accord parfait Adolphe’a Adama[1][2]
- 25 maja – w Lipsku w Stadttheater miała miejsce premiera opery Rolands Knappen, oder Das ersehnte Glück Alberta Lortzinga[1][2]
- 25 sierpnia – w Weimarze odbyła się premiera „Licht, mehr Licht” Ferenca Liszta[1][2]
- 28 sierpnia – w Weimarze odbyła się premiera „Tasso, Lamento e Trionfo” Ferenca Liszta[1][2]
- 17 września – w wiedeńskim Wasserglacis miała miejsce premiera walca „Aeols-Töne” op.68 Johanna Straussa (syna)[1][2]
- 1 października – w paryskim Théâtre Favart miała miejsce premiera opery La fée aux roses Fromentala Halévy’ego[1][2]
- 8 października – w paryskiej Salle Le Peletier miała miejsce premiera baletu La filleule des fées Adolphe’a Adama[1][2]
- 25 listopada – w wiedeńskiej Redoutensaal miała miejsce premiera „Künstler-Quadrille” op.71 Johanna Straussa (syna)[1][2]
- 28 listopada – w wiedeńskim Sperl Ballroom miała miejsce premiera „Scherz-Polka” op.72 Johanna Straussa (syna)[1][2]

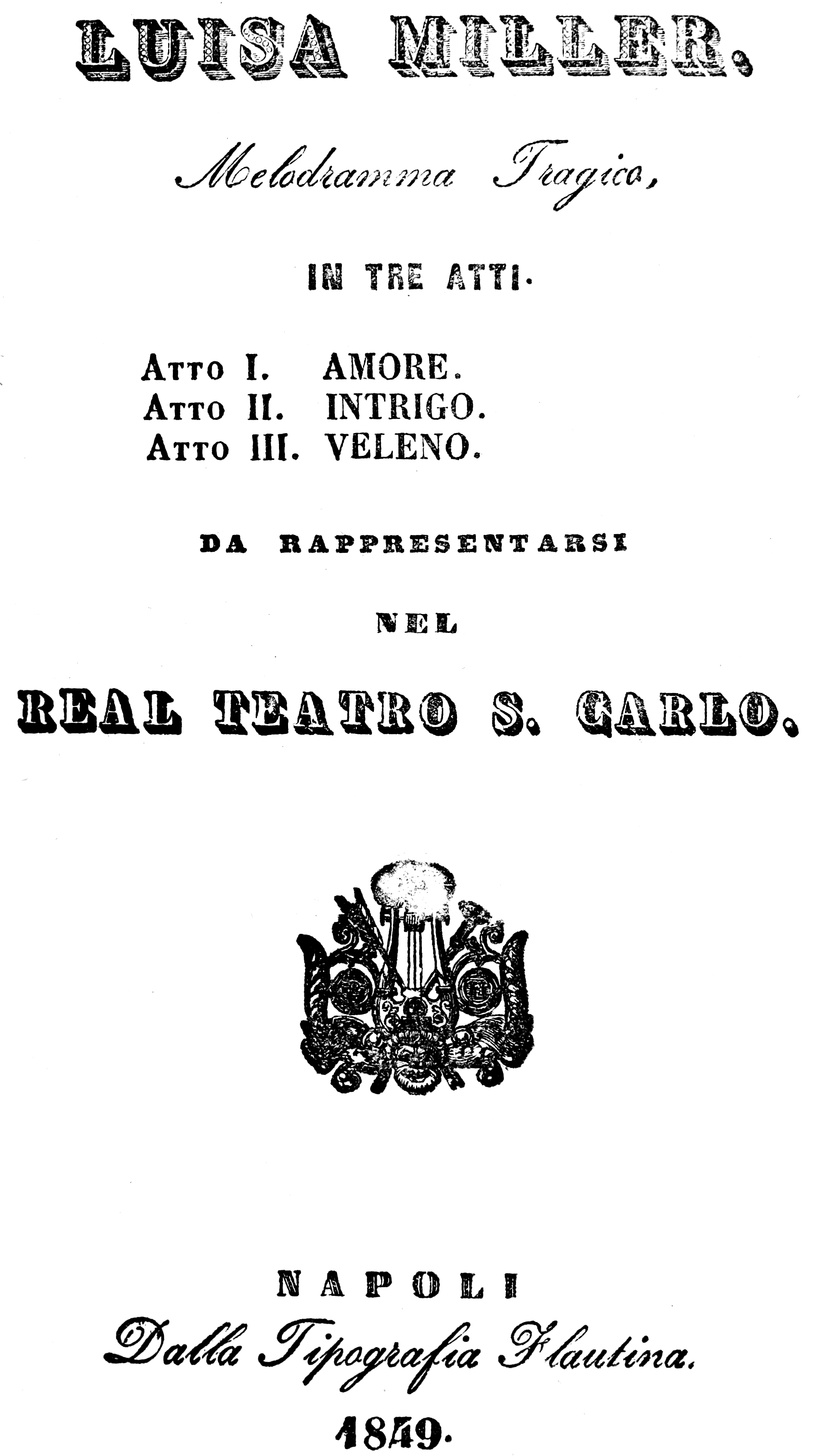
Strona tytułowa libretta opery Luiza Miller Giuseppe Verdiego

- 8 grudnia – w neapolitańskim Teatro San Carlo miała miejsce premiera opery Luiza Miller Giuseppe Verdiego[1][2]

## Urodzili się
- 8 marca – Hermann Winkelmann, niemiecki śpiewak operowy (tenor) (zm. 1912)
- 18 lipca – Hugo Riemann, niemiecki muzykolog (zm. 1919)
- 22 lipca – Géza Zichy, węgierski pianista grający lewą ręką i kompozytor (zm. 1924)
- 18 sierpnia – Benjamin Godard, francuski kompozytor i skrzypek (zm. 1895)

Data dzienna nieznana
- Ludmiła Jeske-Choińska, polska kompozytorka i śpiewaczka (zm. 1898)
- Karol Różalski, polski skrzypek, dyrygent, kompozytor drobnych utworów instrumentalnych (zm. 1909)
- Franciszek Słomkowski, polski dyrygent, skrzypek i pedagog (zm. 1924)

## Zmarli
- 8 lutego – François-Antoine Habeneck, francuski skrzypek i dyrygent pochodzenia niemieckiego (ur. 1781)
- 6 kwietnia – Friedrich Konrad Griepenkerl, niemiecki muzykolog, dyrygent, profesor Uniwersytetu w Brunszwiku (ur. 1782)
- 11 maja – Otto Nicolai, niemiecki kompozytor (ur. 1810)
- 10 czerwca – Friedrich Kalkbrenner, niemiecki pianista, kompozytor i pedagog (ur. 1785)
- 12 czerwca – Angelica Catalani, włoska śpiewaczka (sopran) (ur. 1780)
- 25 sierpnia – Jacques Féréol Mazas, francuski kompozytor i skrzypek (ur. 1782)
- 25 września – Johann Strauss (ojciec), austriacki kompozytor okresu romantyzmu (ur. 1804)
- 17 października – Fryderyk Chopin, polski kompozytor i pianista (ur. 1810)
- 14 grudnia – Conradin Kreutzer, niemiecki kompozytor i dyrygent (ur. 1780)
- 20 grudnia – Dionisio Aguado, hiszpański gitarzysta i kompozytor (ur. 1784)

## Wydane utwory
- 7 stycznia – Léon Escudier publikuje w Paryżu pieśń „L’abandonée” Giuseppe Verdiego[1][2]

## Muzyka poważna
- 9 czerwca – w Londynie opublikowano „A Few Words on Cathedral Music and the Musical System of the Church, with a Plan of Reform” Samuela Sebastiana Wesleya[1][2]